# Phraya-Nakhon-Höhle
Die Phraya-Nakhon-Höhle (thailändisch พระที่นั่งคูหาคฤหาสน์) liegt im Nationalpark Khao Sam Roi Yot, etwa 40 km südlich von Hua Hin bei einer kleinen Bucht direkt an der Küste am Golf von Thailand.

## Geographie

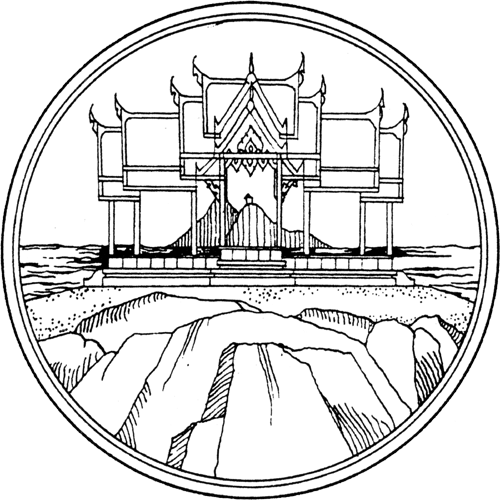
Siegel der Provinz Prachuap Khiri Khan

In der südlichsten Provinz Prachuap Khiri Khan der Zentralregion von Thailand liegt in einem der nördlichen Landkreise Amphoe Sam Roi Yot (Thai: อำเภอ สามร้อยยอด) der gleichnamige 1966 eingerichtete Nationalpark Khao Sam Roi Yot – wörtlich übersetzt 300 Berggipfel. Benachbarte Landkreise sind im Norden Amphoe Pran Buri und im Süden Amphoe Kui Buri. Der Park reicht im Osten bis zum Meer, wo sich in dessen südöstlichem Teil beim Ort Bang Pu der Zugang zum Aufstieg zur Höhle findet.

## Beschreibung

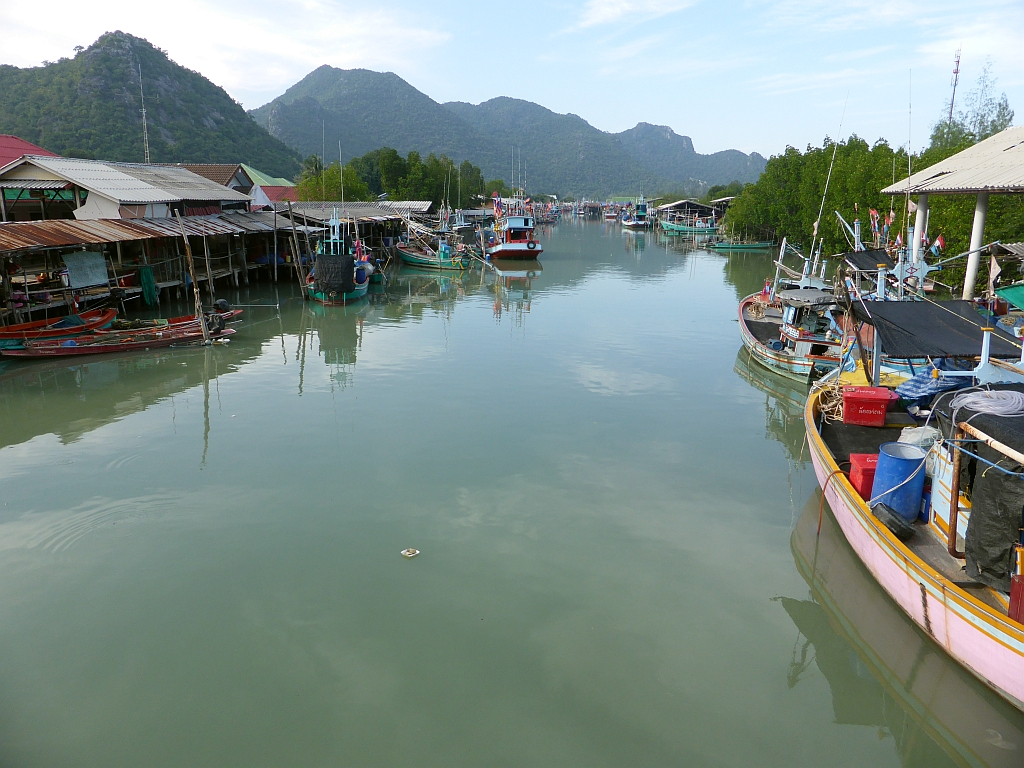
Bang Pu

Die Höhle besteht eigentlich aus mehreren Höhlen beziehungsweise Einbrüchen, die nach oben offen sind und erlauben, dass das Sonnenlicht ganztägig die Höhle beleuchtet. Der Wanderweg führt nach Überschreiten eines Bergkammes erst wieder etwas hinab in eine erste größere, begrünte Höhle, die eher an eine Schlucht erinnert. In der nächsten größeren Höhle befindet sich ein kleiner Pavillon und an der Öffnung oben eine mit Büschen bewachsene „Todes-Brücke“, von der viele Wildtiere in die Höhle gefallen sein sollen.

## Geschichte

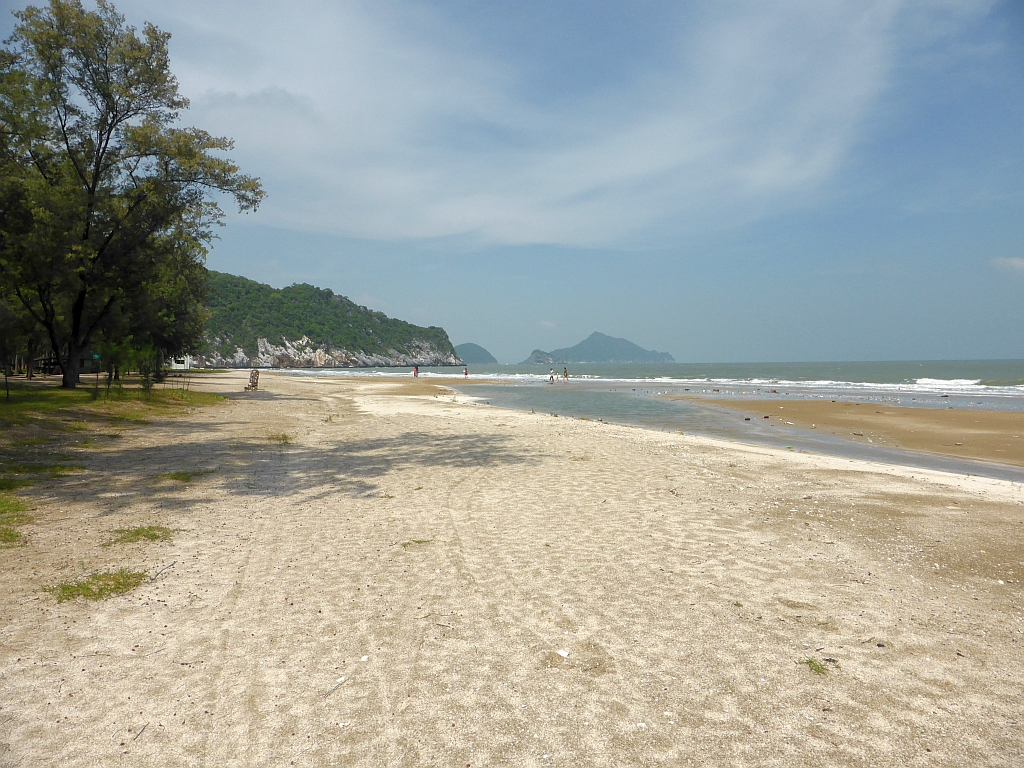
Strand Leam Sala

Die Höhle trägt ihren Namen nach dem Entdecker Chao Praya Nakhon Sri Thammarat, seinerzeit Herrscher von Nakhon Si Thammarat. Zahlreiche Könige besuchten in Folge die Höhle. Für den Besuch von König Chulalongkorn (Rama V.) 1890 wurde der Kuha Karuhas Pavillon gebaut. Dieser Pavillon wurde später Teil des Wappens der Provinz Prachuap Khiri Khan. Später kamen auch König Vajiravudh (Rama VI.) wie auch König Bhumibol Adulyadej (Rama IX.) hierher.

## Besuch der Höhle
Der Aufstieg zur Höhle beginnt eigentlich am Strand Leam Sala. Diese Bucht erreicht man vom Eingang zum Wanderweg aus mit einem Boot. Bei unruhiger See verkehren diese Boote um die Landspitze nicht, und so kommt noch eine gute halbe Stunde steiler Auf- und Abstieg über diese Kuppe auf einem kleinen steinigen Weg hinzu. Die beste Zeit für einen Besuch ist morgens von 10:30 bis 11:30, wenn das Sonnenlicht den kleinen Pavillon bescheint.